# Necyria incendiaria
Necyria incendiaria är en fjärilsart som beskrevs av Otto Thieme 1907. Necyria incendiaria ingår i släktet Necyria och familjen Riodinidae. Inga underarter finns listade i Catalogue of Life.